# Mićihiro Ito
Mićihiro Ito (20. ožujka 1915.) je bivši japanski hokejaš na travi. Igrao je na mjestu braniča.
Na Olimpijskim igrama u Berlinu 1936. je igrao za Japan. Pobijedio je u dvjema utakmicama, a izgubio jednu. Japan nije prošao dalje. Ocu je odigrao sva tri susreta.

## Vanjske poveznice
- Profil na Sports Reference.com  Arhivirana inačica izvorne stranice od 27. siječnja 2012. (Wayback Machine)